# Garbas Drugi
Garbas Drugi – osada w Polsce, położona w województwie podlaskim, w powiecie suwalskim, w gminie Filipów. Leży nad północną zatoką Jeziora Mieruńskiego Wielkiego.